# Aidan Caves
Aidan Michael Caves, né le 3 janvier 1995, est un coureur cycliste canadien, spécialiste des épreuves de poursuite sur piste.

## Palmarès sur piste

### Championnats du monde
- Apeldoorn 2018
  - 21e de l'omnium[1]
- Pruszków 2019
  - 16e du kilomètre

### Coupe du monde
- 2016-2017
  - 1er de la poursuite par équipes à Apeldoorn (avec Adam Jamieson, Jay Lamoureux, Bayley Simpson et Ed Veal)
  - 2e de la poursuite par équipes à Glasgow
- 2018-2019
  - 2e de la poursuite par équipes à Cambridge
  - 3e de la poursuite par équipes à Berlin

### Jeux du Commonwealth
| Édition / Épreuve | Poursuite par équipes |
| Gold Coast 2018   | Bronze                |

### Championnats panaméricains
- Santiago 2015
  -  Médaillé d'argent de la poursuite par équipes.
  -  Médaillé d'argent de la course scratch.
- Agascalientes 2016
  -  Médaillé d'or de l'omnium.
  -  Médaillé d'argent de la poursuite par équipes.
- Couva 2017
  -  Médaillé d'or de la poursuite par équipes (avec Jay Lamoureux, Derek Gee et Bayley Simpson).
  -  Médaillé d'argent de l'omnium.
- Aguascalientes 2018
  - Neuvième de l'omnium[2].
- Cochabamba 2019
  -  Médaillé de bronze de la course scratch.

### Championnats du Canada
- 2014
  -  Champion du Canada de poursuite par équipes (avec Sean Mackinnon, Ed Veal et Rémi Pelletier-Roy)
- 2015
  -  Champion du Canada de poursuite par équipes (avec Sean Mackinnon, Ed Veal et Ryan Roth)
- 2016
  -  Champion du Canada de l'omnium
- 2019
  -  Champion du Canada de poursuite par équipes (avec Michael Foley, Jay Lamoureux et Chris Ernst)